# Lophoptera cristigera
Lophoptera cristigera är en fjärilsart som beskrevs av Achille Guenée 1852. Lophoptera cristigera ingår i släktet Lophoptera och familjen nattflyn. Inga underarter finns listade i Catalogue of Life.